# 김초엽
김초엽(金草葉, 1993년 2월 1일 ~ )은 대한민국의 SF 소설가이다. 2017년 〈관내분실〉과 〈우리가 빛의 속도로 갈 수 없다면〉으로 제2회 한국과학문학상 중단편 대상과 가작을 수상하며 작품 활동을 시작했다. 쓴 책으로 소설집 《우리가 빛의 속도로 갈 수 없다면》이 있다. 한국과학소설작가연대 회원이다.

## 약력
1993년에 울산시에서 태어났다. 부모님 둘 다 예술가로, 아버지는 음악가, 어머니는 작가이다. 아버지는 울산에서 오카리나 연주자로 알려진 김천이고 어머니는 울산 북구문학회에서 활동하는 시인이자 소설가인 김영해다. 어렸을 때부터 책을 많이 읽었는데, 특히 화학책에서 물질 개념에 주목한 이후 과학서적을 탐닉하였다. 칼 세이건의 책을 많이 읽었다고 본인은 말한다.
학성여자고등학교를 졸업하고 포항공과대학교(POSTECH) 화학과에 입학했다. 대학원에 진학하여 생화학 석사 과정을 이수했으며, 열대 감염병을 진단하는 바이오센서를 연구했다. 대학원을 졸업할 시기였던 2017년 제2회 한국과학문학상에 중편 〈관내분실〉과 단편 〈우리가 빛의 속도로 갈 수 없다면〉을 기고하여 각각 대상과 가작을 동시 수상했다.
10대 후반 청각장애를 진단받은 바 있다.
막내동생은 게임개발자로 근무하고 있다.

## 저작 목록
- 《우리가 빛의 속도로 갈 수 없다면》 (허블) 2019년 6월 ISBN 979-11900900-1-8
  - 〈순례자들은 왜 돌아오지 않는가〉 〈스펙트럼〉 〈공생 가설〉 〈우리가 빛의 속도로 갈 수 없다면〉 〈감정의 물성〉 〈관내분실〉 〈나의 우주 영웅에 관하여〉
- 《원통 안의 소녀》 (창비) 2019년 6월 ISBN 978-89364590-2-4
- 《지구 끝의 온실》
- 《방금 떠나온 세계》
- 《행성어 서점》
- 《므레모사》
- 《사이보그가 되다》
- 《책과 우연들》
- 《진동새와 손편지》
- 《파견자들》
- 《아무튼, SF 게임》

공저
- 《제2회 한국과학문학상 수상작품집》 (허블) 2018년 3월 ISBN 979-11960902-2-7
  - 〈우리가 빛의 속도로 갈 수 없다면〉 〈관내분실〉
- 《장르의 장르》 (안전가옥) 2018년 10월 ISBN 979-11963470-0-0
  - 〈생명공학 SF〉
- 《전쟁은 끝났어요》 (요다) 2019년 3월 ISBN 979-11890991-2-1
  - 〈순례자들은 왜 돌아오지 않는가〉
- 《광장》 (워크룸프레스) 2019년 9월 ISBN 979-11893562-3-1
  - 〈광장〉
- 《오늘의 SF》 (아르테(arte)) 2019년 11월 ISBN 978-89509845-2-6
  - 〈인지 공간〉
- 《어피스오브 Apieceof》 (디자인이음) 2019년 12월 ISBN 979-11886945-6-3
  - 〈가면〉 〈그러려니〉
- 《2020 제11회 젊은작가상 수상작품집》 (문학동네) 2020년 4월 ISBN 978-89546711-5-6
  - 〈인지 공간〉